# Grb Sejšela
Grb Sejšela sastoji se od dvije sabljarke koje pridržavaju štit. Na štitu se nalazi kornjača ispod kokosove palme. U pozadini su dva otoka i jedrenjak. Iznad štita se nalaze srebrna viteška kaciga i tropska ptica, a ispod štita je vrpca s državnim geslom na latinskom Finis Coronat Opus (Konac djelo krasi). 